# Rudolf II. von Anhalt (Bischof, † 1406)
Rudolf Fürst von Anhalt(-Bernburg) († 28. November 1406) war ein Bischof von Halberstadt.

## Leben

### Herkunft und Familie
Rudolf war Angehöriger des fürstlichen Hauses Anhalt-Bernburg aus dem Dynastengeschlecht der Askanier. Seine Eltern waren der seit 1354 regierende Fürst Heinrich IV. († 1374/77) und Sophia (vermutlich eine Wettinerin oder ebenfalls eine Askanierin). Sein Bruder Bernhard V. († 1410) übernahm nach dem Tod des Vaters die Regierung, seine
Schwester Adelheid III. († 1374) war seit 1348 Äbtissin des Kanonissenstifts Gernrode.

### Werdegang
Rudolf absolvierte ab dem Jahr 1380 ein Studium an der Prager Juristenfakultät. Seit 1390 war er Domherr in Magdeburg. Seit 1396 wurde er auch in Hildesheim urkundlich genannt, unterlag jedoch im Streit um die Stelle des Dompropstes, trotz bischöflicher Unterstützung dem Favoriten der Kurie. Von 1398 bis 1399 war er infolgedessen wegen seines Zugriffs auf die Propstei sogar exkommuniziert. Hiernach war er Domherr und Propst des Stiftes Unser Lieben Frauen in Halberstadt. 1401 wurde Rudolf einstimmig zum Halberstädter Bischof gewählt. Er war Parteigänger König Ruprechts und erwirkte für diesen die päpstliche Bestätigung seiner Königswahl.
Bei Antritt seines Pontifikats übernahm er ein finanziell zerrüttetes und von zahlreichen Partikularinteressen gefährdetes Bistum. Mit Unterstützung des Herzogs von Braunschweig, seiner Verwandten, der Anhalter Fürsten und des Grafen von Regenstein konnte er während seiner kurzen Regentschaft, einiges zur Konsolidierung des Bistums Halberstadt beitragen. Die Rechte der Städte Halberstadt, Aschersleben und Quedlinburg hat er sogar gegen die Interessen des Domstiftes erneuert und erweitert.
Er wurde im Dom zu Halberstadt beigesetzt.